# Escuela de Negocios Zicklin
La Escuela de Negocios Zicklin (Zicklin School of Business en idioma inglés), comúnmente conocida como Zicklin, es la escuela de negocios de Baruch College. Fue fundada en 1919 y nombrada en honor al financista y exalumno Lawrence Ziclin. El decano actual es H. Fenwick Huss, anterior decano de la Escuela de Negocios J. Mack Robinson de la Georgia State University. Zicklin es la única unidad de la Universidad de la Ciudad de Nueva York que está acreditada por la Association to Advance College Schools of Business (AACSB).

## Historia
En 1919, el City College of New York fundó una Escuela de Negocios y Administración Cívica, ofreciendo su primer MBA un año después. La escuela fue renombrada en 1953 en honor a Bernard M. Baruch, notable financista y estadista, el cual fue vital en la formación de la escuela. En 1968, después de la adición de los departamentos de artes y ciencias y los programas de pregrado, Baruch se convirtió en un college senior (es decir aquellos donde se realizan los 2 últimos años de estudio para obtener el título de pregrado) al sistema universitario de la Universidad de la Ciudad de Nueva York.
En 1998, la Escuela de Negocios de Baruch fue renombrada como Ziclink School of Business, en reconoimiento por la donación de 18 millones de dólares realizada por Lawrence y Carol Zicklin. Zicklin fue anteriormente el socio gerente de la firma de gestión de inversiones Neuberger Berman.

## Aspecto académico
Zicklin ofrece los siguientes programas académicos: Administración de Empresas (BBA), Maestría en Administración de Empresas (MBA y MBA Ejecutivo), Maestría en Finanzas, Maestría en Sistemas de Información, un MBA en Administración en Salud y una Maestría en Relaciones Industriales y Laborales. Tiene programas de doble titulación con otras instituciones, como el programa de derecho / MBA con la Brooklyn Law School o la New York Law School y el Doctorado en Negocios con el CUNY Graduate Center.

### Énfasis
El programa de pregrado en Administración de Empresas ofrece los énfasis en Contabilidad, Sistemas de Información, Economía, Finanzas, Psicología Industrial/Organizacional, Negocios Internacionales, Management, Marketing, Bienes raíces y Modelación Estadística y Cuantitativa.

### Centro e Institutos
Zickin tiene unos centros especializados interdisciplinarios e institutos, entre los que se incluyen:
- Centro Lawrence N. Field Center de Emprendimiento, que reúne a profesores, estudiantes, asesores, exalumnos y voluntarios para apoyar a las empresas nuevas y establecidas y a las que forman parte de la universidad.[2]
- Instituto Steven L. Newman de Bienes raíces, que provee investigación aplicada, educación continuada y conferencias a la industria de los bienes raíces.[3]
- Centro de Servicios Financieros Wasserman, que incluye un trading floor con 55 estaciones de trabajo.[4]
- Centro Internacional de Negocios Weissman, que da soporte a actividades internacionales, incluyendo pasantías internacionales, programas de estudio en el extranjero y seminarios con ejecutivos internacionales[5]
- Centro Robert Ziclin de Integridad Corporativa, que proveer un foro de discusión para temas relacionados con la ética en los negocios.[6]